# Kujawa (powiat brodnicki)
Kujawa – wieś w Polsce położona w województwie kujawsko-pomorskim, w powiecie brodnickim, w gminie Osiek.

## Podział administracyjny
| SIMC    | Nazwa      | Rodzaj    |
| ------- | ---------- | --------- |
| 1027656 | Łosia Góra | część wsi |
| 1027662 | Łyskawica  | część wsi |
| 1027805 | Smolniki   | osada wsi |

W latach 1975–1998 miejscowość administracyjnie należała do województwa toruńskiego.

## Demografia
Według Narodowego Spisu Powszechnego (III 2011 r.) liczyła 231 mieszkańców. Jest piątą co do wielkości miejscowością gminy Osiek.